# Аеродром Ганџа
Аеродром Ганџа (азер. Gəncə Beynəlxalq Hava Limanı) (IATA: GNJ, ICAO: UBBG) је аеродром у Ганџи, другом по величини граду у Азербејџану.
Тренутно га користи азербејџанско, а раније га је користило совјетско ратно ваздухопловство.